# Andrij Pokładok
Andrij Jarosławowycz Pokładok, ukr. Андрій Ярославович Покладок (ur. 21 czerwca 1971 w Jaworowie) – ukraiński piłkarz, grający na pozycji napastnika.

## Kariera piłkarska

### Kariera klubowa
Wychowanek DJuSSz w Jaworowie. W 1989 już był zapraszany do klubu Karpaty Lwów, jednak zdecydował ukończyć najpierw studia. W 1992 rozpoczął karierę piłkarską w zespole Skała Stryj, skąd latem przeszedł do Karpat. Od maja do lipca 1993 grał na wypożyczeniu ponownie w stryjskim klubie. W sezonach 1993/94, 1994/95 i 1995/96 został najlepszym strzelcem Karpat. W 1998–1999 broni barw Metałurha Donieck, jednak wrócił do Karpat Lwów. Na początku 2002 bronił barw Prykarpattia Iwano-Frankowsk, po czym w sezonie 2002/03 występował w Polihraftechnice Oleksandria. Następnie przeszedł do Nywy Winnica, skąd w 2004 trafił do klubu Rawa Rawa Ruska, w którym zakończył swoje występy w 2006 roku.

## Kariera trenerska
Po zakończeniu kariery piłkarskiej rozpoczął karierę trenerską jako grający trener nowo utworzonego klubu Hałyczyna Lwów.

## Sukcesy i odznaczenia

### Sukcesy klubowe
- brązowy medalista Mistrzostw Ukrainy: 1998
- finalista Pucharu Ukrainy: 1993
- mistrz Drugiej ligi Ukrainy: 2005

### Sukcesy indywidualne
- wybrany do symbolicznej jedenastki Karpat w historii Mistrzostw Ukrainy[2].
- 1. miejsce w klasyfikacji strzelonych bramek w Wyższej Lidze w historii Karpat Lwów.
- król strzelców Karpat Lwów: 1994, 1995, 1996
- król strzelców Metałurha Donieck: 1999